# St-Pierre (Bazus)

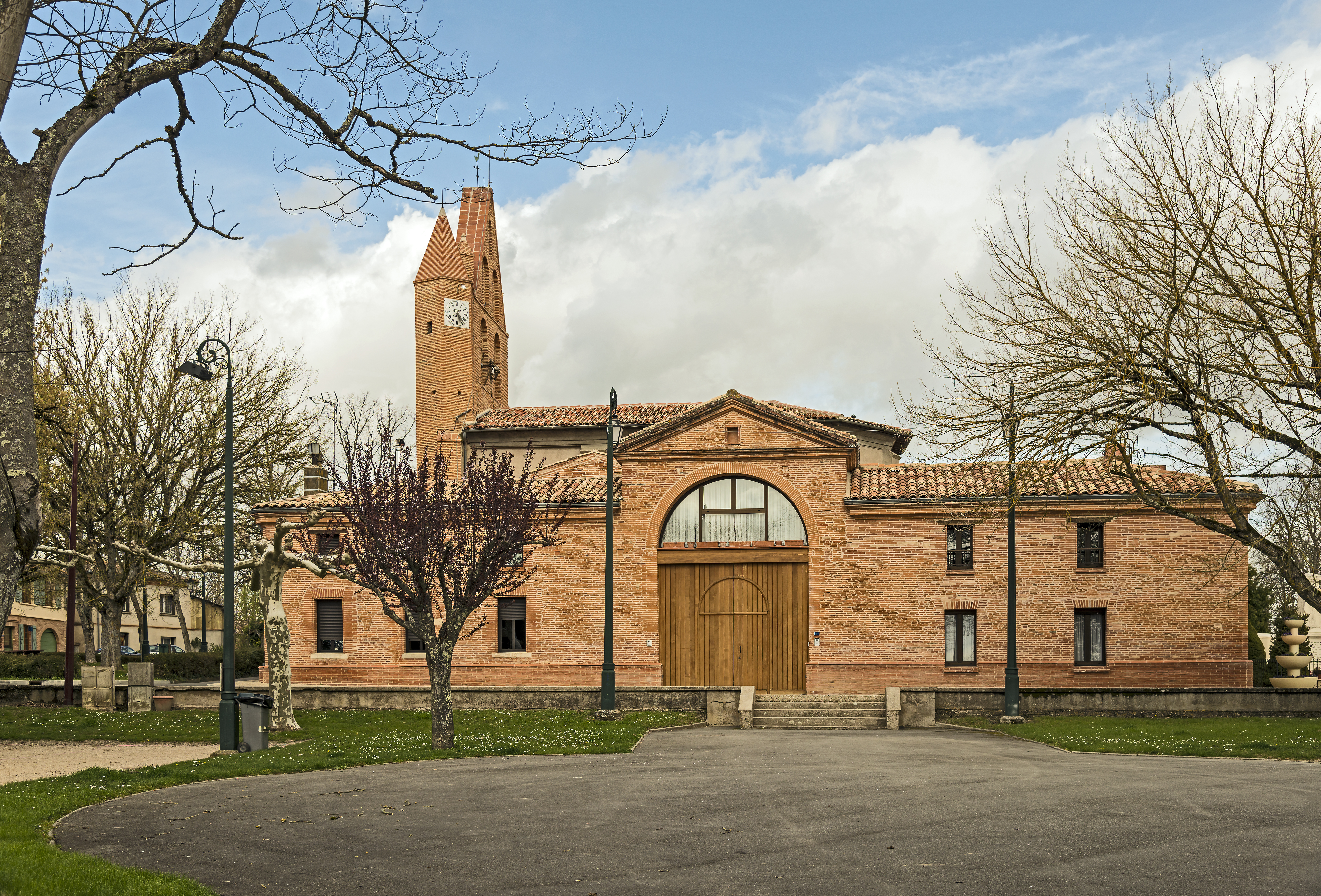
Kirche St-Pierre in Bazus

Die katholische Kirche St-Pierre in Bazus, einer französischen Gemeinde im Département Haute-Garonne in der Region Okzitanien, wurde ursprünglich Ende des 15. Jahrhunderts errichtet und im 18. Jahrhundert umgebaut. Die Kirche steht seit 1978 als Monument historique auf der Liste der Baudenkmäler in Frankreich.
Die spätgotische Kirche entspricht dem Typ südfranzösischer Kirchen mit offenem Glockengiebel, der über einen schmalen Treppenturm erreicht werden kann. Der Saalbau wird von einem Rippengewölbe gedeckt, das mit Grisaillemalereien verziert ist.
Der dreiseitig geschlossene Chor ist mit Stuck und mit Holztäfelung verkleidet.

## Ausstattung
Von der Kirchenausstattung ist eine polychrome Marienstatue aus dem 14. Jahrhundert erwähnenswert.
Siehe auch: Liste der Monuments historiques in Bazus#Liste der Objekte